# Cathay Dragon
Hong Kong Dragon Airlines Limited (港龍航空有限公司, Gǎnglóng Hángkōng Yŏuxiàn Gōngsī), operada como Cathay Dragon y anteriormente conocida como Dragonair, fue una aerolínea con base en Hong Kong (China). Era una filial de la mayor aerolínea de Hong Kong, Cathay Pacific, y es a su vez, la segunda mayor aerolínea en Hong Kong.[cita requerida] Operaba como una compañía de red de pasajeros con ruta; a destinos de la región Asia-Pacífico, y centrándose especialmente en el mercado chino. Su principal centro de operaciones era el Aeropuerto Internacional de Hong Kong.
El 21 de octubre de 2020, debido al impacto en la aviación de la pandemia de COVID-19, Cathay Pacific anunció que Cathay Dragon cesaría sus operaciones inmediatamente, después de publicar planes para recortar 5900 puestos en todo el grupo.

## Historia
La aerolínea fue creada en mayo de 1985 por iniciativa de KP Chao, el actual presidente honorífico de la aerolínea, y comenzó a operar en julio de 1985 con un Boeing 737 efectuando un vuelo del Aeropuerto Internacional de Kai Tak al Aeropuerto Internacional Kota Kinabalu en Malasia. En ese momento, Dragonair era solo un pequeño competidor en los cielos de Asia, y su nombre era Hong Kong Dragon Airlines. En 1986, la aerolínea cambió oficialmente su nombre al de Dragonair (aunque su nombre en chino continuó siendo el mismo) y obtuvo autorización para volar a ocho ciudades de China y un vuelo regular a Phuket. En enero de 1987 Dragonair anunció el pedido de dos aviones MD-11 de largo radio, sin embargo después de la oposición de Cathay no fue capaz de conseguir las rutas regulares que necesitaba para competir de manera efectiva. En 1987, la aerolínea comenzó a ofertar vuelos chárter a China. Este fue también el año en que Dragonair se convirtió en la primera aerolínea de Hong Kong en formar parte de la IATA.[cita requerida]
Desde la concepción de la aerolínea, Dragonair se vio envuelta en prolongadas disputas legales con Cathay Pacific Airways Limited, la mayor aerolínea de Hong Kong. Dragonair era la primera aerolínea de pasajeros local que competía con Cathay Pacific en cuarenta años. Otra competidora (la aerolínea de carga Air Hong Kong) existió pero fue más tarde adquirida y cerrada. Desde 1985 Cathay luchó fuertemente para impedir que Dragonair no consiguiese hacerse con derechos de vuelo y después de diversas ante la Autoridad de licencias de transporte aéreo de Hong Kong, el gobierno adoptó una política de una ruta-una aerolínea que duró hasta 2001. Dragonair quedó en clara desventaja debido a Sir John Bembridge, secretario financiero de Hong Kong en ese momento, fue también un antiguo presidente de Cathay Pacific.
La siguiente cita es de Mr. Stephen Miller, primer consejero delegado de Dragonair:
"Nuestra entrada en escena no fue muy bien recibida por el gobierno de Hong Kong de ese momento...Tuvimos un montón de trabas por parte de Cathay,". Concentrados en el boom viajero en todo el mundo de los 80, Cathay Pacific dejó el poco desarrollado mercado chino a Dragonair obligándola a aceptar rutas menores, a territorio chino por parte de la joven aerolínea.
En enero de 1990, Cathay Pacific y Swire Group adquirieron un 35% del grupo a la familia Chao, mientras CITIC se hacía con un 38% de las acciones. La familia Chao mantuvo un 22% de la inversión manteniéndose como accionistas minoritarios. Es en este momento cuando Cathay Pacific transfirió sus rutas a Pekín y Shanghái a Dragonair así como sus TriStar. En 1993, el Airbus A320 entró en la flota, seguido por la entrada del Airbus A330 en 1995. La llegada de estos dos tipos de avión rápidamente pasaron a los TriStar de Cathay Pacific al quedar estos desfasados. [cita requerida]
Se produjo una gran redistribución de acciones en abril de 1996, cuando China National Aviation Corporation (CNAC) adquirió el 35.86% de Dragonair y se convirtió en el mayor accionista. Esta incrementó su participación en la aerolínea cuando efectuó su entrada en el Mercado de Valores de Hong Kong el 17 de diciembre de 1997. En 1998, Dragonair se convirtió en la última aerolínea que uno de sus aviones aterrizase en el Aeropuerto Internacional de Kai Tak.[cita requerida]
En 2000 Dragonair comenzó a efectuar operaciones de carga a Shanghái, Europa y Oriente Medio utilizando aviones Boeing 747-300 alquilado, si bien, se añadió un nuevo vuelo a Osaka en mayo de 2001. La aerolínea adquirió dos 747 más en 2001 e incrementó su destinos de carga, a Xiamen y Taipéi. El beneficio neto de Dragonair aumentó un 60 por ciento, hasta los 540 millones de dólares de Hong Kong en 2002 según relató Aviation Daily, suponiendo las operaciones de carga el 30 por ciento de los ingresos. El volumen de carga experimentó un crecimiento cercano al 50% en 2002, hasta las 21,000 toneladas métricas.
Dragonair comenzó sus operaciones de pasajeros regulares a Bangkok en noviembre de 2003 y comenzó a volar al Aeropuerto Internacional Narita de Tokio en abril de 2004. La carga continuó creciendo y la aerolínea inauguró una ruta de carga entre Hong Kong y Shanghái a través de DHL en junio de 2003 y utilizó un Airbus A300 de carga alquilado para comenzar a efectuar sus vuelos de carga a Nanjing en junio de 2004. Una segunda ruta diaria europea a Frankfurt y Londres (en aquel momento solo había una a Mánchester y Ámsterdam) fue creada y, a mediados de 2004 la compañía tenía 5 Boeing 747 de carga y 26 Airbus de pasajeros. Por el contrario la autoridad de licencias del transporte aéreo (ATLA) tras una audiencia en 2004, concedió a Cathay Pacific autorización para volar a tres destinos en China que habían sido fijados por Dragonair como objetivo principal, alegando que este movimiento era necesario para asegurar la supervivencia de Cathay.
Se esperaba abrir una ruta a Sídney en la segunda mitad de 2005 y se obtuvieron 3 A330 en una configuración especial y con operaciones ETOPS aprobadas. Manila, y Seúl fueron otros de los destinos propuestos. Dragonair también pensaba comenzar vuelos a Estados Unidos en 2005, primero con vuelos de carga a Nueva York, Los Ángeles, Chicago, San Francisco y Columbus. La aerolínea había planeado duplicar su flota de carga, adquiriendo nueve Boeing 747 en 2008.
En 2005 Cathay poseía el 18 por ciento de Dragonair y un periódico de Hong Kong anunció que Swire Pacific estaba muy avanzada en sus negociaciones para que Cathay se hiciese con el control de Dragonair. Este punto fue desmentido por Tony Tyler, entonces director de operaciones de Cathay Pacific, quien dijo: "No tenemos intención de cambiar esta infraestructura ahora mismo,"  "Estamos contentos de la distribución del accionariado en Dragonair en este momento." Peter Hilton, analista de transporte de CSFB, dijo que la declaración de Tyler era un desmentido "escueto y seco" sobre la adquisición de Dragonair.
El 28 de septiembre de 2006 Dragonair se convirtió en filial de Cathay Pacific después de una completa reestructuración del accionariado de Cathay Pacific, Air China, CNAC, CITIC Pacific y Swire Pacific.
Cathay Pacific relató que Dragonair continuaría operando como una aerolínea independiente dentro del grupo Cathay Pacific, manteniendo sus propios certificados de operación aérea y sin cambiar su imagen. Tiene 2.745 empleados (en marzo de 2007), en las notas de prensa posteriores a la compra admitieron que Dragonair reduciría su tamaño y el 5% de los directivos de Dragonair perderían sus empleos. Ningún directivo de Cathay Pacific resultaría afectado. En diciembre de 2008 los únicos empleados directos de Dragonair eran los pilotos y los tripulantes de cabina de pasajeros.
En 2009 la mayoría de planes de ampliación serán concluidos. Los vuelos a Bangkok y Narita fueron cerrados, las futuras rutas a Sídney y Seúl fueron canceladas y la expansión a los Estados Unidos fue igualmente cancelada. Los planes para operar 9 aviones de carga han sido actualmente cancelados llegándose a recibir solo un 747-400. De acuerdo con el consejero delegado de Cathay Pacific, Dragonair se dedicará a focalizar sus vuelos a destinos asiáticos y en particular a China.
En 2006 Dragonair tenía a 3.894 empleados. En marzo de 2007 este número se redujo hasta los 2.745 y en noviembre de 2008 su número fue reducido a 2.598 (representando un descenso del 33%); sin embargo, algunos de los trabajadores fueron reempleados por Cathay Pacific.
Dragonair anunció que su programa de viajeros frecuentes, The Elite, se fusionaría con el programa de Cathay Pacific (The Marco Polo Club) desde el 1 de enero de 2007. Los miembros de Elite se les ofrecieron similares condiciones para The Marco Polo Club.
Dragonair entró a formar parte de la alianza Oneworld como miembro afiliado el 1 de noviembre de 2007 (la compañía matriz Cathay Pacific es un miembro de facto de Oneworld).

## Filiales
| Dragonair Holidays                                        | 100.00% |
| Hong Kong International Airport Services Ltd. (HIAS)      | 100.00% |
| LSG Lufthansa Service Skychefs                            | 31.94%  |
| Hong Kong Airport Services Ltd. (HAS)                     | 30.00%  |
| Dah Chong Hong - Dragonair Airport GSE Service Ltd. (DAS) | 30.00%  |
| Das Aviation Support Ltd. (DSL)                           | 30.00%  |
| Wise Counsel Ltd. (WCL)                                   | 30.00%  |

## Acuerdos de código compartido
Cathay Dragon mantuvo acuerdos de código compartido con las siguientes aerolíneas:
- Air China para vuelos entre Hong Kong y China (Pekín, Chengdu, Chongqing, Dalian, y Tianjin).
- Cathay Pacific ha puesto recientemente sus códigos 'CX67--' oo 'CX68--' en la mayoría de vuelos de Dragonair, mientras Dragonair ha puesto sus códigos 'KA53--' en los vuelos de Cathay entre Hong Kong y China (Pekín y Shanghái).
- China Southern Airlines entre Hong Kong y Cantón.
- Malaysia Airlines es otra compañía que comparte código compartido con Dragonair, en rutas a Kota Kinabalu.
- Royal Brunei en vuelos entre Hong Kong y Bandar Seri Begawan.

## Flota
La flota de Cathay Dragon consistía de los siguientes aviones (a agosto de 2021):
La media de edad de la flota de Cathay Dragon era de 18.6 años en agosto de 2021.

## Librea
Los aviones de Dragonair son principalmente blancos, con un dragón rojo en la cola, y el nombre de Dragonair escrito en inglés con letras negras bajo las ventanas frontales de pasajeros, y en chino con letras rojas en las ventanillas frontales de pasajeros también. Recientemente, Dragonair introdujo su nueva librea en el A330, con registro B-HWG. La pintura consiste en un barco dragón a ambos lados del avión. Las palabras en chino y en inglés de Swire han comenzado a ser puestas bajo los códigos de registro de las colas de los aviones después de que Cathay Pacific se convirtiese en único accionista de Dragonair.
El dragón tiene, inexplicablemente, tres garras en el lado izquierdo y una en la derecha.

## Servicio en tierra
En el Aeropuerto Internacional de Hong Kong, el servicio de tierra se lo proporcionaba Hong Kong International Airport Services Limited, una filial de Dragonair. Ellos efectúan las operaciones de Lado Aire/Lado Tierra, manejo de equipajes, manejo de carga, Servicios de rampa, Información y venta de billetes, y operaciones de vuelo para Dragonair y algunas otras aerolíneas en este aeropuerto.
También se encarga de atender la sala VIP para Dragonair.